# Schloss Rotenberg

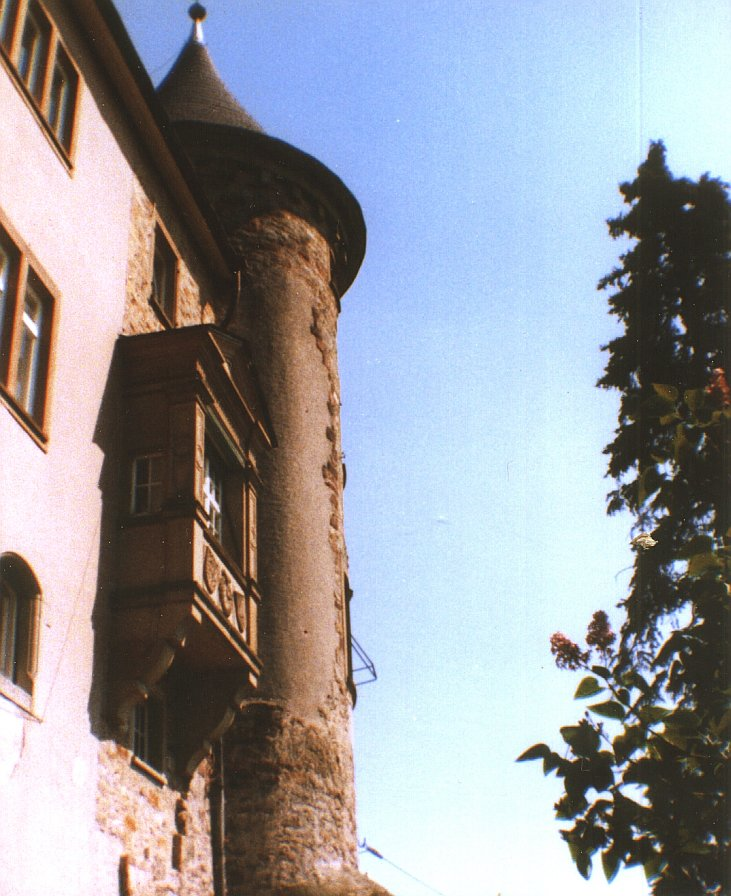
Schloss Rotenberg, Eckturm vom Neubau 1921/1922

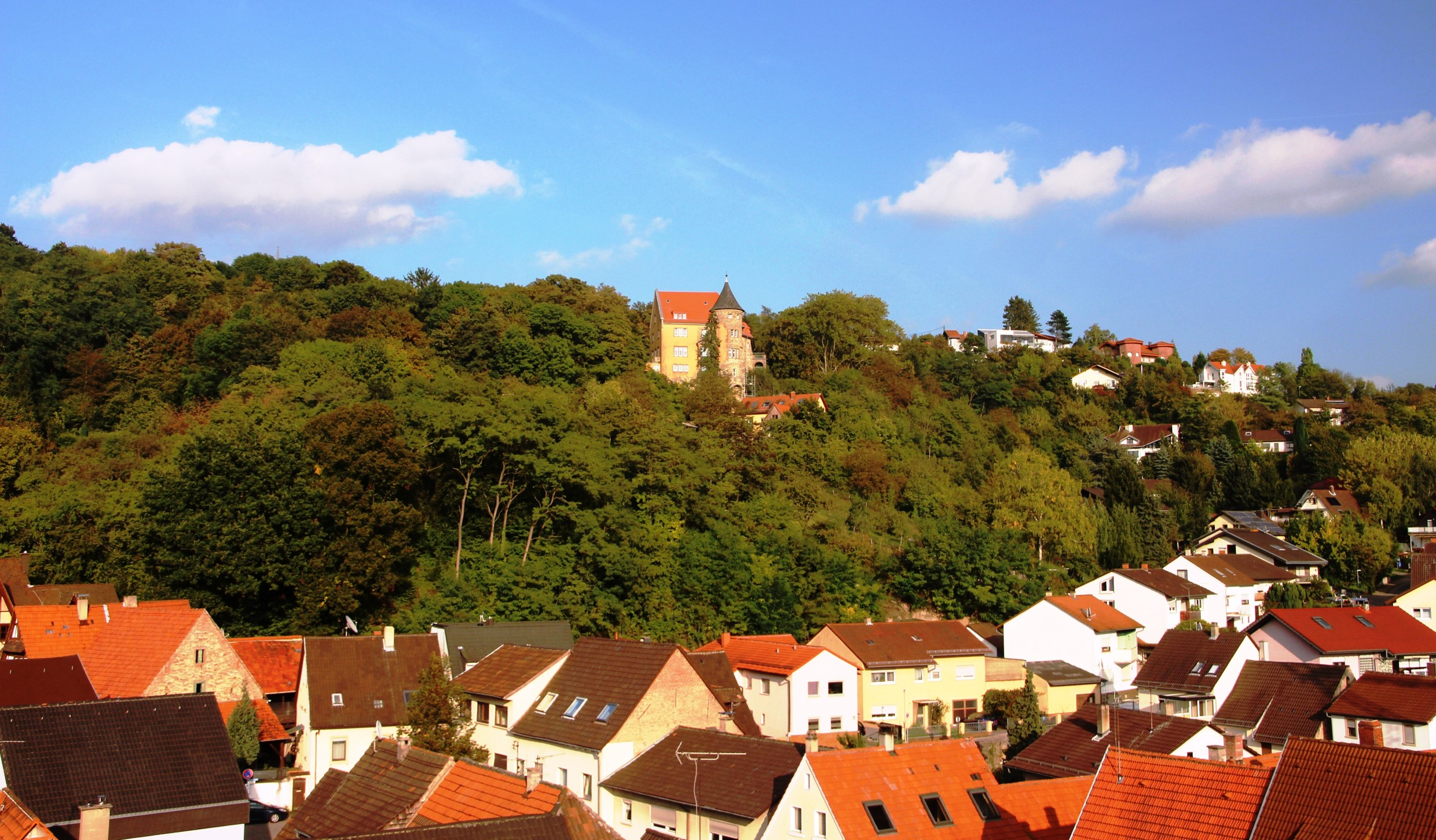
Das Schloss über Rotenberg

Schloss Rotenberg ist eine ehemalige Burg- und Schlossanlage oberhalb von Rotenberg, einem Stadtteil von Rauenberg im Rhein-Neckar-Kreis. Sein heutiges Erscheinungsbild geht im Wesentlichen auf einen Neubau von 1921/22 zurück.

## Geschichte

### 13. bis 16. Jahrhundert
1255 nannten sich die Ritter Streipe von Rodenburg. Spätestens zu diesem Zeitpunkt bestand eine Burg dieses Namens. Bischof Heinrich von Speyer sprach in seinem Testament des Jahres 1272 von einer Befestigungsanlage Rothenburch.
1329 musste die Burg einen Sturm über sich ergehen lassen, als Bischof Berthold von Speyer sie nach seiner Wahl zum Bischof von Straßburg seinem speyerischen Nachfolger nicht aushändigen wollte. Bischof Walram von Veldenz nahm 1329 Burg Rotenberg mit Gewalt ein. 1376 sah sich Bischof Adolf von Nassau genötigt, Burg und Stadt mit Leuten, Gütern und Gefällen an seinen Onkel Crafto von Hohenlohe zu verpfänden. Dem Edelknecht Triegel von Gemmingen, Vogt von Kißlau, verkaufte er 1384 für 1500 Gulden eine Gült über jährlich 150 fl., für die Burg und Stadt Rotenberg mit den dazugehörigen Dörfern hafteten. Bischof Nikolaus von Speyer konnte 1391 die Verpfändung wieder ablösen. Aus dem Jahre 1394 ist ein Abkommen zwischen ihm und Henselin Mu(r)er von Mingolsheim überliefert, in dem es um den Bau eines Turmes geht.
Bischof Reinhard von Helmstatt löste die inzwischen erneut verpfändete Burg 1439 von Ritter Eberhard von Nieppingen aus. 1456 bzw. 1459 weilten die Bischöfe Siegfried III. von Venningen bzw. sein Nachfolger Johannes, Freiherr von Hoheneck zu Entzenberg, jeweils zur Huldigung in Rotenberg. In den Auseinandersetzungen zwischen Kurfürst Friedrich I. von der Pfalz, mit dem verbündeten Graf von Württemberg und dem Markgraf Karl von Baden, mit den Verbündeten Herzog von Pfalz-Zweibrücken, Bischof von Metz und Bischof von Speyer kam es 1462 zur Schlacht bei Seckenheim, welche ein Erfolg für den Kurfürsten wurde, woraufhin er Rotenberg belagerte. Nach fünf Tagen ergab man sich und im Friedensschluss von Heidelberg fielen Burg, Stadt und zugehörige Dörfer an Kurpfalz. Erst Bischof Philipp, Freiherr von Rosenberg, brachte die Wiedereinlösung von Burg und Stadt Rotenberg im Jahre 1505 zustande.
1525 war das Jahr des  pfälzischen Bauernkrieges. Ostern sammelten sich die ersten Aufständischen in Malsch, sehr bald fiel ihnen Rotenberg, Kißlau und Bruchsal in die Hände. Es bedurfte der Unterstützung des Bischofs Georg von Speyer durch seinen Bruder, den Kurfürsten Ludwig von der Pfalz, um Rotenberg (wie auch sein ganzes Territorium) wieder in die Hand zu bekommen. Bischof Georgs Nachfolger, Philipp II. Freiherr von Flersheim fand die Burg Rotenberg in einem desolaten Zustand vor. 1540–1542 ließ er sie zu einem Schloss ausbauen, von dem noch heute das Renaissance-Portal mit seinem Wappen zeugt.

### 17. bis 19. Jahrhundert
Im  Dreißigjährigen Krieg fanden im Raum Rotenberg 1621/1622 wechselvolle Kämpfe zwischen den Protestanten unter Graf Ernst von Mansfeld und den Katholiken unter Generalleutnant Tilly statt. 1633 wurde Schloss Rotenberg von den Schweden niedergebrannt, aber nach dem Krieg wieder instand gesetzt. Die Franzosen besetzten 1675 im so genannten Holländischen Krieg vorübergehend Schloss Rotenberg. Nachdem 1720 der Keller und 1739 die Verwaltung nach Rauenberg verlegt worden war, verfiel das Schloss nach und nach. Unter badischer Regierung wurde es 1809 an Private auf Abbruch verkauft. Es ging jedoch durch mehrere Hände, ohne dass die noch vorhandenen Bauteile abgebrochen wurden.

### 20. Jahrhundert
In den Jahren 1905/1906 führte Eugenie Mayfarth, auf die der Besitz nach dem Tode ihres Vaters Gustav Weißheimer, einem Bruder des aus Osthofen bei Worms stammenden Komponisten Wendelin Weißheimer, übergegangen war, einen teilweisen Wiederaufbau durch.
1919 wurde Geheimrat Franz von Reichenau und seine Ehefrau Eigentümer des Schlosses. Sie vollendeten den Wiederaufbau großzügig 1921/1922, errichteten eine neue Zufahrtsstraße (die heutige Schloßstraße) und zeigten sich sehr großzügig gegenüber den Rotenberger Bürgern. Deshalb wurde die Straße zwischen den Hofäckern und der Schloßstraße, welche scheinbar genau auf das Schloss zuführt auch Von-Reichenau-Straße genannt.
1936 ging das Schloss auf die Reichsjugendführung über und fiel nach dem Krieg an das Land Baden-Württemberg. Es diente als Notquartier für Flüchtlinge und wurde schließlich Jugendburg des Bezirksjugendringes Baden.

## Anlage

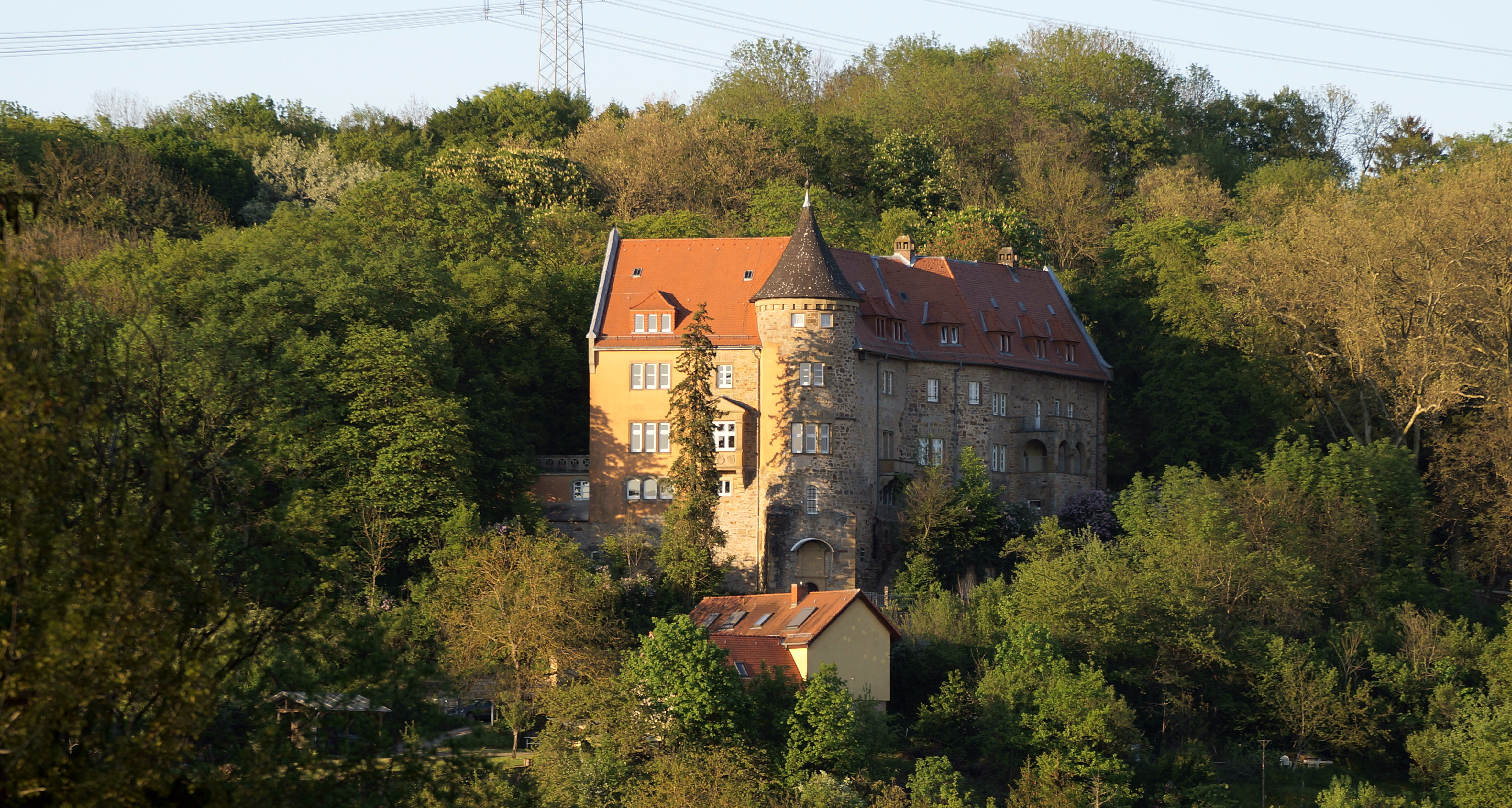
Schloss Rotenberg Jugendburg 1

Der Neubau von 1921/22 hat bis auf das Renaissance-Portal kaum etwas vom älteren Schloss übernommen, das zu diesem Zeitpunkt bereits gänzlich verfallen war. Lediglich die Außenmauern benutzen noch teilweise ältere Grundmauern. Das Schloss des 20. Jahrhunderts ist ein zweiflügliger Bau mit rundem Eckturm nebst Neorenaissance-Erker zur Talseite.